# 何家饒
何家饒，字厚农，廣東順德府杏坛镇东马宁人，清朝軍事將領、武進士出身。
光緒二年，登武進士，授营用守备。有子何藻翔。